# Вонг Карвай
Вонг Карвай, Вонг Кар Вай, Вонг Кар-Вай (кит.: 王家卫; нар. 17 липня 1958, Шанхай, КНР) — гонконгський кінорежисер та сценарист.

## Біографія
Народився 17 липня 1958 року в місті Шанхай. У п'ятирічному віці Вонг Карвай разом з матір'ю переїхав до Гонконгу. Його батько у той час був директором готелю. Після відїзду дружини й сина він мав владнати справи й вирушити навздогін, проте китайська культурна революція перешкодила цим планам, і батько на більше, ніж 10 років залишався в Китаї й не мав можливості возз'єднатися з родиною. Ця тривала розлука та мовна ізоляція Вонга Карвая, який спершу не розумів кантонського діалекту, очевидно, пояснюють часту для його фільмів тему розлучення. Заради засвоєння нової для нього кантонської мови Вонг Карвай разом з матір'ю годинами дивився фільми в кінотеатрах, що безперечно вплинуло на його майбутні професійні зацікавлення.
1980 року закінчив Гонконгський політехнічний університет за спеціальностю «графічний дизайн» та влаштувався на роботу в телекомпанії TVB на посаду сценариста. У період з 1982 до 1987 рік Карвай написав сценарії більш ніж до десяти фільмів.

## Режисерська робота

### Художнє кіно
1988 року Вонг Карвай дебютував із кримінальною мелодрамою «Доки не висохнуть сльози». У цій режисерській роботі відбився вплив «Злих вулиць» Мартіна Скорсезе (1974), але водночас вже чітко проглядався почерк Карвая: неповторна робота Крістофера Дойла, пустельні вулиці, дешеві азійські заклади громадського харчування та фатальна самотність героїв його стрічок. Успіх фільму перевершив усі сподівання критиків, попри те, що це була його дебютна робота.
У драмі «Дикі дні» (1991) вже повністю сформувався індивідуальний стиль Карвая: уривчаста сюжетна лінія, фокус на героях та атмосфері, неповторний візуальний стиль та колоритні музичні теми. В азійських кінотеатрах цей фільм вийшов під назвою «Справжня історія А-Фея».
Найвідоміша стрічка Вонг Карвая — фільм «Любовний настрій». Фільм отримав усі можливі нагороди та призи в своїй категорії.
Карвай був головою журі Каннського кінофестивалю 2006 року, а 2013 року очолив 63-й Берлінський фестиваль.
2007 року вийшла його перша робота з американськими акторами «Мої чорничні ночі».
2013 року у межах Берлінського кінофестивалю, але поза конкурсом демострували його нову стрічку «Великі майстри».

## Фільмографія

### Художні фільми
- 1987 — «Вогненні брати» / Flaming Brothers  (сценарист, виконавчий продюсер)
- 1988 — «Доки не висохнуть сльози» / 旺角卡门
- 1991 — «Дикі дні» / 阿飞正传 (ā fēi zhèng zhuàn)
- 1994 — «Чунцінський експрес» / 重庆 森林 (Chóngqìng Sēnlí n)
- 1994 — «Прах часів» / 东邪西毒 (Dōngxié Xīdú)
- 1995 — «Занепалі ангели» / 堕落 天使 (Duo luo tian shi)
- 1997 — «Щасливі разом» / 春光乍泄 (Chūn guāng zhà xiè)
- 2000 — «Любовний настрій» / 花样 年华 (Huā yàng nián huá)
- 2004 — «2046» / 2046
- 2004 — «Ерос» (епізод «Рука») / Eros (segment The Hand)
- 2007 — «Мої чорничні ночі» / My Blueberry Nights
- 2007 — «У кожного своє кіно» / Chacun son cinéma — епізод «Я проїхав 9000 кілометрів, щоб віддати його вам»
- 2008 — «Прах часів» — авторська редакція стрічки 1994 року, зроблена для адаптації фільму до американського кіноринку
- 2013 — «Великі майстри» / 代 宗师

### Короткометражні фільми
- 1996 — «wkw/tk/1996@ 7'55 "hk.net»
- 1999 — «Motorola StarTAC»
- 2001 — «Hua Yang De Nian Hua»
- 2001 — «Стеження»
- 2002 — «Шість днів» / Six Days — відеокліп для DJ Shadow
- 2007 — рекламний ролик для Midnight poison fragrance (Dior)